# 죽음의 총성
《죽음의 총성》(영어: Dead Bang)은 미국에서 제작된 존 프랭컨하이머 감독의 1989년 액션 스릴러 영화이다. 돈 존슨 등이 출연하였고, 스티븐 J. 로스 등이 제작에 참여하였다.

## 출연진
- 돈 존슨
- 퍼넬러피 앤 밀러
- 윌리엄 포사이스
- 밥 밸러밴
- 프랭크 밀리터리
- 테이트 도너번
- 안토니 슈투츠
- 미키 존스
- 하이 앤젤
- 마이클 지터

## 기타 제작진
- 배역: 린 스톨매스터
- 미술: 켄 애덤
- 의상: 조디 틸런